# Nikolaus Graf Lambsdorff
Nikolaus von der Wenge Graf Lambsdorff (* 10. August 1954 in Köln) ist ein deutscher Diplomat im Ruhestand. Er war deutscher Botschafter in der Republik Moldau und deutscher Botschafter in Malaysia. 

## Leben
Nikolaus Graf Lambsdorff ist der Sohn des FDP-Politikers Otto Graf Lambsdorff und dessen erster Ehefrau Renate, geb. Lepper. Nach dem Abitur am Landrat-Lucas-Gymnasium leistete Graf Lambsdorff seinen Wehrdienst bei der Bundeswehr und absolvierte anschließend ein Studium der Volkswirtschaftslehre und Politikwissenschaften an der Universität Hamburg, das er als Diplom-Volkswirt und Diplom-Politologe abschloss.
Im Anschluss trat er 1984 in den Auswärtigen Dienst ein und fand nach Abschluss der Laufbahnprüfung Verwendung an Auslandsvertretungen in Indonesien, Estland, USA, Bosnien und Herzegowina und im Kosovo sowie in der Zentrale des Auswärtigen Amtes in Bonn und Berlin.
2007 erhielt er als Nachfolger von Wolfgang Lerke seine Akkreditierung als Botschafter in der Republik Moldau und war dort bis zu seiner Ablösung durch Berthold Johannes 2010 tätig.
Seit seiner Rückkehr 2010 in die Bundesrepublik war Graf Lambsdorff als Ministerialdirigent im Auswärtigen Amt Beauftragter für Südosteuropa, die Türkei und die Staaten der Europäischen Freihandelsassoziation (EFTA). In dieser Funktion unterstanden ihm die für diese Staaten zuständigen Referate 208 und 209 des Auswärtigen Amtes.
Von Juli 2013 bis Juli 2017 war Graf Lambsdorff Generalkonsul Hongkong und Macau am deutschen Generalkonsulat in Hongkong.
Von August 2017 bis einschließlich 30. Juni 2020 war Nikolaus Graf Lambsdorff Botschafter in Kuala Lumpur/Malaysia. Während seiner Amtszeit erlebte er drei malaysische Regierungen mit. Insbesondere die Parlamentswahl im Mai 2018, nach der eine Regierung der „Hoffnung“ (malaiisch Pakatan Harapan) entstand, bezeichnete er als „historisch“. Seiner Ansicht nach war Malaysia, zum Zeitpunkt seines Abschieds als Botschafter, politisch stabil und auch wirtschaftlich gut aufgestellt. Nach der Beendigung seiner Amtszeit in Malaysia trat er im Sommer 2020 in den Ruhestand. 
Nikolaus Graf Lambsdorff ist verheiratet und Vater eines Sohnes.